# Bouri (Léba)
Pour les articles homonymes, voir Bouri.
Bouri est une localité située dans le département de Léba de la province du Zondoma dans la région Nord au Burkina Faso.

## Santé et éducation
Le centre de soins le plus proche de Bouri est le centre de santé et de promotion sociale (CSPS) de Bougounam (dans le département voisin de Gourcy) tandis que le centre médical avec antenne chirurgicale (CMA) de la province se trouve à Gourcy.